# Hans Peters (Politiker, 1933)
Hans Peters (* 23. November 1933 in Hamburg) ist ein deutscher SPD-Politiker und ehemaliger Abgeordneter der Hamburgischen Bürgerschaft.

## Leben
Nach dem Besuch der Volksschule von 1940 bis 1949 wurde Hans Peters arbeitslos und schlug sich zeitweilig als Gärtner, Hafenarbeiter und Werftarbeiter durch. Nach einer Ausbildung zum EDV-Fachmann wurde er in Industrie- und Dienstleistungsbetrieben tätig. Anschließend bekam er eine Anstellung als Mitarbeiter im Referat Datenschutz und Datensicherheit (mit Handlungsvollmacht) bei der Hamburg-Mannheimer AG.
Peters ist verheiratet und hat zwei Kinder.

## Politik
1956 trat Hans Peters in die SPD ein. Von 1961 bis 1966 war er Mitglied der Bezirksversammlung Hamburg-Nord und des Ortsausschusses Barmbek-Uhlenhorst.
1978 wurde er bis 1991 als Abgeordneter in die Hamburgische Bürgerschaft gewählt. Er arbeitete vor allem im Eingabenausschuss, im Ausschuss für Inneres und für den öffentlichen Dienst, im Rechtsausschuss und im Kulturausschuss mit.

## Veröffentlichungen
- Ralf Bernd Abel, Hans Peters: Hamburgisches Datenschutzgesetz, Norddeutsche Datenschutzgesetze. Textausgabe und Kommentar des HmbDSG. Datakontext-Verlag, Köln 1982, ISBN 3-921899-42-7.

| Personendaten    | Personendaten                                                          |
| ---------------- | ---------------------------------------------------------------------- |
| NAME             | Peters, Hans                                                           |
| KURZBESCHREIBUNG | deutscher Politiker (SPD), Abgeordneter der Hamburgischen Bürgerschaft |
| GEBURTSDATUM     | 23. November 1933                                                      |
| GEBURTSORT       | Hamburg                                                                |